# Вируський інститут

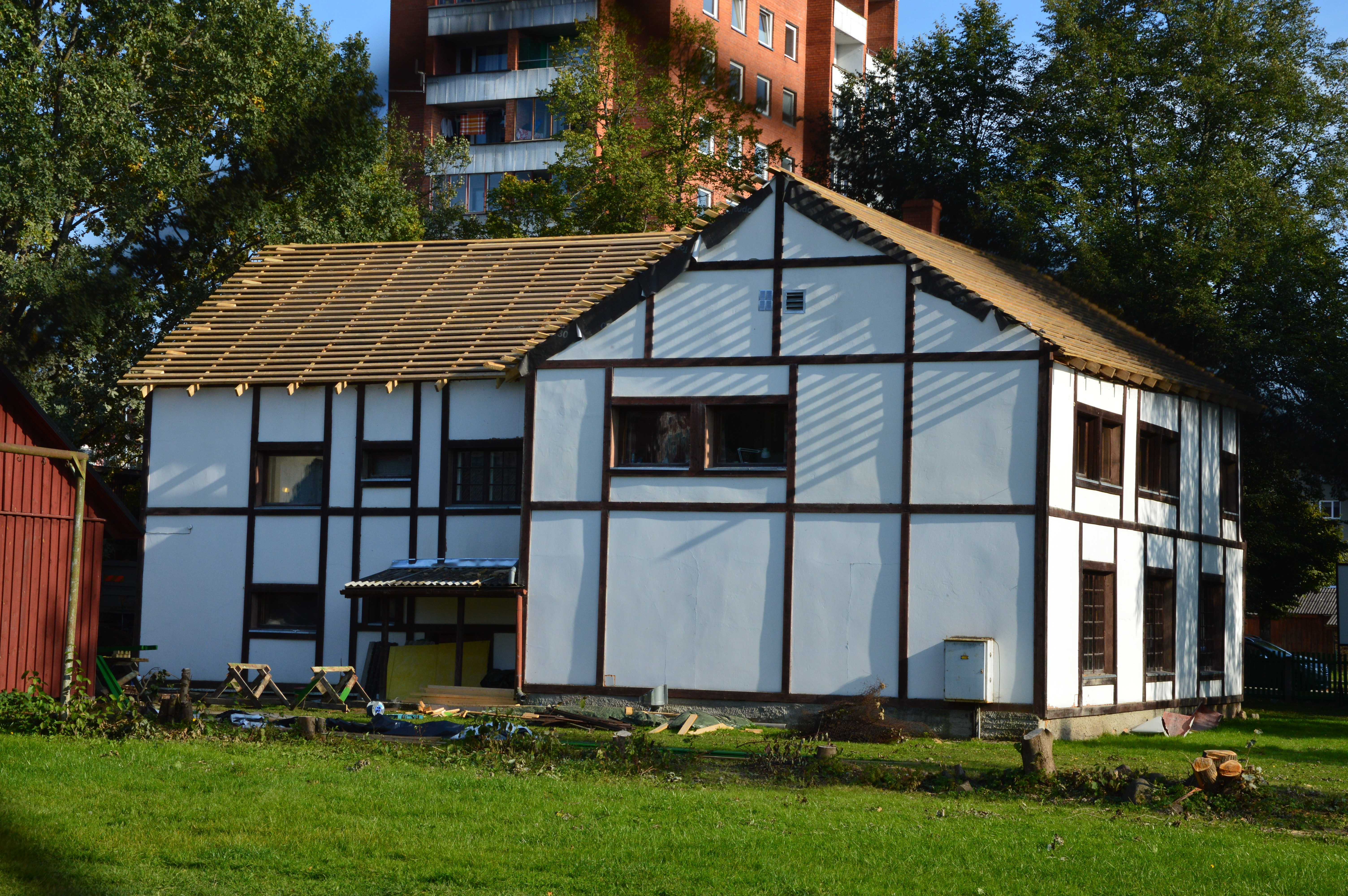
Будівля Вируського інституту в 2014 році

Вируський інститут (ест. Võru Instituut, виро Võro Instituut) — естонський державний науково-дослідний інститут і розвиваюча організація, метою якого є збереження та розвиток вируської мови, яку вважають окремою мовою або говором естонської мови, та національної культури виру.

## Діяльність
Інститут був заснований в 1995 році за розпорядженням Уряду Естонії, у місті Виру на півдні Естонії. Посади директора займали у свій час Енн Касак (1995-1997), Кайдо Кама (1997-2004) і Кюллі Ейгенбаум (2004-2010). Чинним директором інституту є Райнер Кууба. В числі провідних фахівців з вируського діалекту і культури виру в інституті працюють топонімік Евар Саар і лексикограф Сулев Іва.
Діяльність інституту включає в себе широкий діапазон різних експериментів та заходів, пов'язаних з проблемами зникаючих мов: це створення програм навчання вируською мовою у школах, проведення польових мовних та регіональних досліджень, збереження національних найменувань населених пунктів та географічних об'єктів вируською мовою, а також збір даних про походження цих найменувань (в цьому досяг успіху Евар Саар), видання літератури на вируському діалекті і щорічні мовні конференції з мови виру. Мета роботи інституту — забезпечити можливість вируського населення спілкуватися рідною мовою і зберегти його звичаї.